# Theronia depressa
Theronia depressa är en stekelart som beskrevs av Gupta 1962. Theronia depressa ingår i släktet Theronia och familjen brokparasitsteklar. Inga underarter finns listade i Catalogue of Life.